# Hữu Cùng
Hữu Cùng (chữ Hán: 有窮) là tên một bộ lạc Đông Di, một trong các chư hầu của nhà Hạ, địa bàn của nó ngày nay thuộc khu vực Lạc Dương tỉnh Hà Nam.

## Những ghi chép trong sử sách
Không rõ trước khi vua Hạ Vũ lên ngôi nước Hữu cùng đã tồn tại chưa, trong các thư tịch cổ chỉ thấy nhắc đến nước này trong giai đoạn trong nước không vua. Theo Sử ký thì quân chủ cuối cùng của nước Hữu Cùng là Hậu Nghệ, bấy giờ vua Thái Khang chỉ ham mê săn bắn không lo gì đến công việc triều chính. Hậu Nghệ thừa cơ một lần vua đi săn ở mãi miền nam Hoàng Hà liền đem binh đánh úp vào đô thành rồi đóng giữ luôn ở đó, Thái Khang đi săn về thấy cung điện đã mất bèn chuyển đến vùng Dương Hạ rồi ở đó suốt 27 năm cho đến lúc chết. Trong thời gian này Hậu Nghệ nắm hết quyền bính điều hành đất nước là vị quyền thần đầu tiên trong lịch sử Trung Quốc, sau khi nghe tin Thái Khang chết Hậu Nghệ lập em của nhà vua là Trọng Khang lên thay. Trọng Khang không cam tâm làm vua bù nhìn từng phái người ám sát Hậu Nghệ nhưng sự việc bất thành nên uất hận mà chết, con trai Trọng Khang là đế Tướng chạy từ Châm Tầm thị sang Châm Quan thị nối ngôi cha tổ chức kháng chiến chống quân Hữu Cùng. Hậu Nghệ sai một trợ thủ là Hàn Trác dẫn quân đánh đuổi đế Tướng, đế Tướng thua to chạy trốn khắp nơi cuối cùng bí lối phải tự vẫn mà chết. Vợ của đế Tướng là Hậu Mân đang mang thai được các trung thần tin cẩn đưa đi lẩn trốn về quê ngoại là nước Hữu Nhưng, còn Hậu Nghệ sau mấy chục năm thao túng chính trị đã ngồi lên ngai vàng tự mình xưng đế.
Hậu Nghệ ở ngôi được 8 năm thì cảm thấy mình đã già yếu nên giao hết quyền lực cho Hàn Trác, không ngờ Hàn Trác làm phản tập trung thân tín tiến thẳng vào cung bắt giết Hậu Nghệ mà tự lập làm vua. Chẳng biết nước Hữu Cùng trải qua bao nhiêu đời thủ lĩnh và hiện diện trong thời gian bao lâu, nhưng khi Hậu Nghệ bị Hàn Trác cướp chính quyền thì cũng là lúc nước ấy đến hồi cáo chung.